# گئورگه سیمیونوف
گئورگه سیمیونوف (انگلیسی: Gheorghe Simionov؛ زادهٔ ۴ june ۱۹۵۰ (۷۴ سال)) ورزشکار اهل رومانی است.
وی در مسابقات کشوری و بین‌المللی در مجموع برندهٔ ۳ مدال طلا، ۶ مدال نقره، ۲ مدال برنز شده‌است.